# Euronaval
Euronaval est un salon consacré à l'industrie navale de défense, fondé en 1968 et qui se tient en France tous les deux ans, au Bourget. C'est le plus grand salon au monde dans ce secteur d'activité,.

## Édition 2018
La 26e édition a lieu du 23 au 26 octobre 2018. Elle accueille près de 470 exposants originaires de 34 pays, ainsi que les délégations de 90 pays (tous ceux qui possèdent une marine de guerre) venues observer les matériels exposés. Cette édition a lieu dans un contexte accru de hausse des budgets militaires dans un moment de regain des tensions internationales. Dassault Aviation présente une maquette de son projet de Système de combat aérien du futur.

## Édition 2020
La 27e édition se tiendra du 20 au 23 octobre 2020. En plein épidémie de Covid-19, elle n'aura finalement pas lieu en présentiel.

## Édition 2024
Comme au salon Eurosatory 2024 qui l'a précédée, l'édition 2024 du salon Euronaval qui se tient du 4 au 7 novembre 2024, se voit privée de stands israéliens par décision gouvernementale annoncée le 16 octobre 2024. Le ministre israélien des Affaires étrangères demande alors à son ministère « d'assister les entreprises israéliennes dans leurs actions diplomatiques et Juridiques contre la décision du président français » tandis que le 18 octobre l’exécutif français assure que les entreprises israéliennes seront les bienvenues au salon de défense, à condition qu’elles ne présentent pas d’équipements utilisés dans des actions offensives à Gaza et au Liban. Finalement, le 30 octobre 2024, le Tribunal de commerce de Paris annule en référé, la décision du Conseil de défense et de sécurité nationale qui interdit aux entreprises israéliennes d’exposer au salon militaire Euronaval. Le salon ouvre le 4 novembre et Israël y est présent.
Le 4 novembre, MBDA dévoile le SM40, nouvelle version du missile antinavire Exocet.